# إصلاح إمبراطوري
يُطلق مصطلح الإصلاح الإمبراطوري (باللاتينية: Reformatio imperii)‏ على المحاولات المتكررة في القرنين الخامس عشر والسادس عشر لتعديل بنية الدستور ونظامه في الإمبراطورية الرومانية المقدسة وفق ما يتلاءم مع متطلبات الدولة في الحقبة الحديثة المبكرة، وبهدف إكساب الإمبراطورية حكومةً موحدة وخاضعةً لسيادة الدول الإمبراطورية أو الإمبراطور.

## المحاولات المبكرة
اتُخذت أولى محاولات الإصلاح الإمبراطورية بين عامي 1434 و1438 إبان عقد جلستي البرلمان الإمبراطوري في إيغر ونورنبرغ، بعدما حثّ عليها الإمبراطور سيغيسموند من جهة، والأمراء الناخبين من جهة ثانية، حُظر الثأر في تلك الإصلاحات، وجرت مناقشات حول تنقيح حقوق سكّ العملة ومرافقة القوافل وتقسيم الإمبراطورية إداريًا إلى دوائر إمبراطورية. مع ذلك، أخفق الإصلاح في تنفيذ المقترحات التي تتعارض مع مصالح الإمبراطور والأمراء الناخبين.
كافح الطرفان من أجل تأسيس حكومة فعّالة للإمبراطورية، لكن مصالح كلّ من الطرفين تعارضت مع بعضها. سعى الإمبراطور إلى تعزيز سلطته المركزية، في حين أراد الأمراء تأسيس قيادة مشتركة وجامعة تمكّنهم من المشاركة في اتخاذ القرارات. تظهر سجلات تلك الفترة، مثل وثيقة إصلاح سيغيسموند، أن الإمبراطور تلقى تأييد الطبقات المتعلّمة، والتي تمثّل سكّان اللورديات الإقليمية الصغيرة التي يمتلكها الكونتات والبارونات (فرايهر)، فضلًا عن الفرسان الإمبراطوريّين والمدن الإمبراطورية الحرة والمناطق الإكليريكية، فتعزيز سلطة الإمبراطور يعني حصول تلك الفئات على الحماية من مطالب أسيادهم اللوردات. في المقابل، كان الأباطرة -الذين ينحدر معظمهم من آل هابسبورغ منذ عهد ألبرت الثاني- يلجؤون إلى السياسة عمومًا في حالة واحدة، وهي الحاجة إلى دعم القاعدة الشخصية للإمبراطور في البلاد أو تقوية سلطته.

## إجراءات الإصلاح منذ عام 1495
برزت محاولة إصلاح في سنة 1495 إبان عقد البرلمان الإمبراطوري في مدينة فورمس بهدف وضع بنية جديدة للإمبراطورية الرومانية المقدسة الآخذة في التفكك، ويُشار إلى تلك المحاولة عمومًا بالإصلاح الإمبراطوري. ارتكزت فكرة الإصلاح الجوهريّة على نظرية التوافق السياسي بين الإمبراطور والدول الإمبراطورية إلى حدّ كبير، وهي النظرية التي طورها نقولاس الكوزاني.
بدأت سلطة الأباطرة بالتدهور تدريجيًا بعد سقوط آل هوهنشتاوفن في منتصف القرن الثالث عشر، لتحلّ مكانها سلطة طبقات المجتمع الأوروبي في العصر القديم، خصوصًا طبقة الأمراء الناخبين الحاصلين على التفويض وفق المرسوم الذهبي لعام 1356. بيد أنّ الدول الحرة أدركت، وبعد عناء شديد، مساوئ غياب سلطة مركزية في أوقات التهديد والنزاعات المسلحة، كحروب الهوسيّين مثلًا.
انتُخب ماكسيمليان الأول ملكًا للرومان في سنة 1486، وإبان مجلس برلمان عام 1495، لم يكتفِ ماكسيمليان بالطلب من ممثلي الدول الحرة دفع مساهمات مالية، بل طلب دفع ضرائبٍ إمبراطورية والتزام جنود تلك الدول في الحرب ضد العثمانيين شرقًا والفرنسيين في إيطاليا. وافق المندوبون، بقيادة رئيس أساقفة ماينتس والمستشار برتولد فون هينيبرغ رومهيلد، على دفع الضريبة الإمبراطورية مباشرة من حيث المبدأ، لكنهم وضعوا بعض الشروط:
1. دستور الحكومة الإمبراطورية الذي يضع السلطة في أيدي الأمراء، في حين يكون الإمبراطور رئيسًا تشريفيًا. رفض ماكسيمليان تقييد سلطته في البداية، ولم يوافق حتى اجتماع برلمان أوغسبورغ في عام 1500 بعدما سلّمت الدول الحرة جنود لاندسكنيشت للإمبراطور، لكن الحكومة حُلّت بعد سنتين على أي حال.[2][3]
2. جعل قانون السلام الدائم من الإمبراطورية جهازًا قضائيًا واحدًا يحظر النزاعات من الوسائل السياسة لحلّ الخلافات بين الأمراء التابعين للإمبراطور.
3. قبول القانون الروماني، وتبنّيه بصفة القانون الرسمي في كافة أنحاء الإمبراطورية.
4. إنشاء دائرة المحكمة الإمبراطورية، وهي محكمة عليا تشمل سلطتها كافة مناطق الإمبراطورية. كان مركز المحكمة أساسًا في فرانكفورت، لكنها نُقلت إلى شباير في عام 1523، ثم إلى فتسلار منذ عام 1693.

عارض ماكسيمليان عمومًا المؤسسات التي تضعف سلطاته، لكنه أيّد قانون سلام الأرض وتبني القانون الروماني والإجراءات الإدارية الأدق وممارسات حفظ السجلات الأفضل واختيار الكفاءات المناسبة للمناصب الرسمية وغيرها. وافق ماكسيمليان أيضًا على مقترحٍ حول إنشاء مجلس إمبراطوري، ورحّب بمشاركة دول المدن الحرة، لكنه أراد التفرّد بصلاحيات تعيين الأعضاء، وطالب المجلس بالعمل في زمن حملاته العسكرية فقط. أيّد الإمبراطور تحديث الإصلاحات (وهي الإصلاحات التي كان رائدها شخصيًا في الأراضي النمساوية التابعة له)، لكنّه أراد أيضًا ربط تلك الإصلاحات بسلطته الشخصية، وذلك عبر ضرائب مستدامة، وهو ما عارضته الدول الحرة باستمرار. حاولت الدول الحرة الخائفة مقاومة الإمبراطور في عام 1504 عندما كانت سلطة الأخيرة قوية إلى الحدّ الذي يتيح له فرض أفكاره الخاصة عن هذا المجلس، لكن الإمبراطور فشل في إيجاد حلّ لمسألة الضريبة العامة، مع أنه كان في أوج قوته حينها، ما أدى إلى اندلاع كوارث في إيطاليا لاحقًا. في المقابل، بحث الإمبراطور حول إمكانية جعل النمسا قاعدة سلطته الإمبراطورية، وأسس حكومته بالاعتماد على مسؤولين من الطبقات الأرستقراطية الدنيا وأثرياء المدن والبلدات جنوب ألمانيا.

### قبول القانون الروماني
عمل مجلس عام 1495 على تسريع إجراءات قبول القانون الروماني وإضفاء الطابع الرسمي عليها. أصبح القانون الروماني ملزمًا في المحاكم الألمانية، إلا في الحالات التي يتعارض فيها مع التشريعات المحلية. أصبح القانون عمليًا قانونًا رئيسًا في ألمانيا، فحلّ محلّ القانون المحلي الجرماني إلى حدّ كبير، مع أنّ المحاكم الأدنى أبقت على القانون الجرماني. أظهر تبني القانون الروماني فكرة اتصال الإمبراطورية الرومانية القديمة بالإمبراطورية الرومانية المقدسة، وكون الأخيرة استمرارًا للأولى، فضلًا عن إبراز رغبات أخرى مثل تأسيس الوحدة القضائية وعواملٍ أخرى. سعى الإمبراطور إلى تحقيق إرادته بخصوص إصلاح وتوحيد النظام القضائي، فتكرّرت حالات تدخّله شخصيًا في الشؤون القضائية المحلية، متجاوزًا بذلك الدساتير والأعراف المحلية، فلاقى الإمبراطور سخرية وازدراء المجالس المحلية التي أرادت حماية التشريعات المحلية من تلك التصرفات.
أضعف الإصلاح القضائي المحكمة الجزائية بشدة (وهي محكمة وستفاليا السرية، والتي يُقال أن شارلمان مؤسسها، لكن هذه النظرية غير مرجحة حاليًا)، لكن إلغاء الأخيرة لم يتمّ إلا في عام 1811 (حين أُلغيت بطلبٍ من ملك وستفاليا جيروم بونابرت).

## التطورات اللاحقة
أُسست 6 دوائر إمبراطورية في عام 1500 (ووصل عددها إلى 10 دوائرٍ منذ عام 1512 وما بعد)، لكلّ منها مجلسٌ يُدعى مجلس الدائرة. كانت الدوائر الإمبراطورية أساسًا بمثابة دوائرٍ انتخابية للحكومة الإمبراطورية، لكنّها أفضت إلى وجود إدارة رسمية للإمبراطورية لتعمل على تطبيق قانون السلام الدائم وتجمع الضرائب وتحشد الجنود على نحوٍ أفضل. لذا كان إنشاء الدوائر الإمبراطورية استجابة متأخرة جدًا للضعف الإداري المحلي في الإمبراطورية، وشملت مسائلًا مثل جباية الضرائب وتطبيق العدالة والأعراف، وإدارة شؤون الشحاذين والفقراء والرعاية الصحية (تُعنى الشرطة الطبية بتطبيق الأخيرة، فهي مسؤولة عن تفحّص إمدادات مياه الشرب والوقاية من الأوبئة). أصبحت الدوائر الانتخابية لاحقًا مسؤولةً عن بناء الطرق والطرق العامة بين الحدود، فضلًا عن عملها في الكثير من الشؤون الأخرى إبان عملية التحول الحضاري الحديث المبكر. يعتقد فولفغانغ فوست أن تأسيس الدوائر الانتخابية أثّر جوهريًا على تطور أوروبا في العصر الحديث المبكر، مع أن بعض الجوانب بقيت غير مكتملة.
ردّ ماكسيمليان على تأسيس دائرة المحكمة الإمبراطورية عبر تأسيس مجلس المحكمة الإمبراطورية في عام 1497. حافظ مجلس المحكمة الإمبراطورية، إبان الفترة الحديثة، على تفوّق ملحوظٍ في معالجة القضايا وكفاءته في أداء الإجراءات موازنة بالمحكمة العليا الأخرى. في المقابل، ضربت الانشقاقات دائرة المحكمة الإمبراطورية في أغلب الأحيان نتيجة أمورٍ مرتبطة بالتحالف الطائفي.